# El poderoso átomo
El poderoso átomo es el 14.º episodio de la primera temporada de Thunderbirds, serie de televisión de Gerry Anderson para Supermarionation, fue el 6.º episodio producido. El episodio salió al aire primero en ATV Midlands el 30 de diciembre de 1965. Fue escrito por Dennis Spooner y dirigido por David Lane.

## Sinopsis
Hood roba audazmente 'El Poderoso Átomo', una rata Robot que puede programarse para tomar fotografías. Él planea fotografiar a los Thunderbirds, pero afortunadamente para Rescate Internacional, durante su misión el Poderoso Átomo tropieza en otro asunto. ¡Cuando Hood recupera la película todos lo que él encuentra son fotos de Lady Penélope gritando al ver a la rata!

## Argumento
En una planta de energía nuclear en Australia, un grupo de reporteros está recorriendo los alrededores. El guía les muestra una planta que bombea el agua de mar necesaria para el proceso usado aquí. El proyecto reforestar el desierto. Un reportero pregunta si hay algún peligro de una explosión pero el guía lo tranquiliza diciendo que no es más peligroso que cualquier otra estación atómica.
Sin embargo, Hood está presente en el sitio. Él se esconde fuera de la vista del autobús el cual da la vuelta en una esquina. Él se dirige hacia el punto de succión de agua de mar y empieza fotografiarlo. Él es descubierto por un guardia y le dispara y activa la alarma. La prensa y directivos del reactor reaccionan con sorpresa. Hood dispara de nuevo al guardia pero el hombre se agacha. En cambio la bala pega en un pedazo de maquinaria marcado con "peligro" y este explota.
El fuego se está extendiendo rápidamente por la estación cuando Hood escapa. Los bomberos se apresuran al infierno en un esfuerzo por prevenir que alcance los reactores. Una evacuación se ha preparado. Hood jura cumplir su propósito con la siguiente estación mientras los reporteros bloquean las casillas telefónicas para informar su historia.
El Director del reactor Wade intenta detener una explosión con los isótopos pero sin la habilidad de cortar el agua de mar es imposible. Se dan los órdenes para que todos sean evacuados con un avión tipo TX 204. Las personas huyen a él y se va. Momentos después ocurre una gigantesca explosión.
Pronto una nube radiactiva se está extendiendo implacablemente por los desiertos de Australia. En una conferencia de la prensa, el General Speyer le dice a un público pasmado que los esfuerzos de las autoridades por dispersar la nube han fallado; si el tiempo no cambia entonces Melbourne tendrá que ser evacuada. Afortunadamente, contra todos los pronósticos, un viento llega y la nube se dispersa. El pánico ha terminado.
Un año después los periódicos tienen otro titular para informar; una segunda estación atómica será construida en el Desierto del Sahara. Pero en su templo Hood ha hecho ya planes para él sabotaje.
John une el Thunderbird 3 al Thunderbird 5 para relevar a Alan de su solitario deber en la estación espacial. Lady Penelope está quedándose por primera vez en una fiesta en la Isla Tracy desde que Rescate Internacional empezó a funcionar. Ella está muy impaciente por salir a un rescate de verdad. En la cocina Parker y Kyrano están discutiendo acerca de quién debe servir las bebidas causando que los vasos caigan al suelo. La abuela promete visitar a Penélope un día.
En un centro de investigación de máximo secreto, el profesor Holden está haciendo una demostración ante varios científicos. Él les muestra "El Poderoso Átomo", un dispositivo que parece y se comporta como un ratón pero aunque ellos no lo creen es en realidad una cámara. Él explica que contiene una cámara y puede usarse para espiar. En respuesta a la pregunta del profesor Langley de cómo toma las fotografías correctas él explica que detecta el perfil de la cara humana y así consigue qué otras personas no aparezcan.
Holden ofrece una demostración. Langley toma la unidad de control remoto y envía al ratón alrededor después le toma a Holden unas fotografías de perfil dejando ver lo que él está viendo. Holden toma el ratón y lo pone en un proyector. Todos los cuadros están intactos. Los otros científicos se impresionan pero Langley tiene una pregunta más; ¿qué hará si alguien lo ve? Holden explica que simplemente correrá para esconderse. De repente los ojos de Langley brillan con un color amarillo que provoca que todos caigan desmayados. Él tira de su máscara y se revela que era en realidad Hood. De vuelta en su laboratorio Hood revela sus planes. ¡Ahora con la ayuda de "El Poderoso Átomo" los secretos del mundo serán suyos!
Penélope se aburre en la Isla Tracy y desesperadamente quiere participar en una misión de rescate. En el Desierto del Sahara, Hood maneja su jeep hacia un precipicio que revela la nueva estación atómica. Llevando El Poderoso Átomo entra furtivamente y pasa inadvertido como un ratón. El Director del reactor Collins está examinando las varas del reactor a través de un escudo protector y recoge unas gráficas de éstos y otras cosas que Collins mira. De repente Collins ve el ratón y corre a buscar algo para atraparlo. Cuando él sale, toma dos más fotografías. Collins dice a Wade lo que vio pero Wade no le cree. Hood regresa El Poderoso Átomo pero de repente tiene una nueva idea; destruyendo la estación él puede atraer a Rescate Internacional y puede robar sus secretos.
Alan viene de repente con Penélope y le dice que Scott está el peligro mortal y necesita ser rescatado. Penélope esta completamente convencida hasta que oye a Virgil y Gordon que se ríen; era todo un chiste. Virgil realmente explica que Scott está en problemas ya que robó un poco de pastel de la Abuela.
Hood planea plantar explosivos alrededor de la estación. Collins está impresionado con el método para procesar el agua de mar y convertirla en energía atómica pura, necesitando sólo dos personas para supervisarlo. Hood se oculta en los arbustos circundantes y al terminar de poner los explosivos se va de la zona. Los directores del reactor están en alarma por lo que Wade deduce que es un sabotaje. No queriendo arriesgarse a una segunda nube radiactiva que no podría dispersarse, Wade decide llamar a Rescate Internacional sin percatarse que esto es exactamente lo que Hood espera.
En el Thunderbird 5, John recibe la llamada de auxilio y se lo comunica a Jeff. Brains recomienda tomar el Thunderbird 4 ya que la toma de agua de mar necesitará ser cortada. Scott sale en el Thunderbird 1 y Jeff le permite renuentemente a Penélope ir con Virgil y Gordon en el Thunderbird 2. Ambas máquinas se van.
Falta una hora para que el reactor explote. Penélope felicita a los Tracy por sus máquinas. Collins está angustiado porque el saboteador todavía está presente. El Thunderbird 1 aterriza, observado por Collins y Hood. El Thunderbird 2 se detiene en el mar y deja caer la Vaina 4 en el agua. Gordon maneja el Thunderbird 4 bajo el agua y rápidamente localiza la toma de agua de mar. Él informa a Scott en el mando móvil y se posiciona para destruirlo en el momento correcto.
El Thunderbird 2 sin vaina aterriza en la estación. Virgil termina dejando a Penélope para cuidar la radio. Hood envía a El Poderoso Átomo en dirección al Thunderbird 2. John informa a la Isla Tracy que Scott y Virgil están entrando en el cuarto de mando del reactor para controlar la explosión usando las varas. El tiempo está corriendo y ellos manipulan cuidadosamente una por una cada vara en su posición correcta. Las explosiones pequeñas se extienden por la estación y los alambres están empezando a humear. Con segundos para terminar, todas las varas son colocadas en su lugar y Scott le dice a Gordon que destruya la toma de agua. Dos proyectiles del Thunderbird 4 impactan la toma de agua.
La estación atómica se empieza a apagar; el rescate ha sido un éxito. Entretanto El Poderoso Átomo se acerca a Penélope que está leyendo una revista. Ella lo ve y empieza a gritar. Poco tiempo después la nave se retira del lugar y Virgil escucha alegremente la historia del ratón. Penélope se pregunta dónde estará.
En su templo Hood se prepara a poner El Poderoso Átomo en su proyector y averiguar los secretos de Rescate Internacional. Pero cuando examina las fotografías todas ellas son de Penélope gritando. En su enojo Hood destruye al ratón.

## Reparto

### Reparto de voz regular
- Jeff Tracy — Peter Dyneley
- Scott Tracy — Shane Rimmer
- Virgil Tracy — David Holliday
- Alan Tracy — Matt Zimmerman
- Gordon Tracy — David Graham
- John Tracy — Ray Barrett
- Brains — David Graham
- Tin-Tin Kyrano — Christine Finn
- Abuela Tracy — Christine Finn
- Lady Penélope Creighton-Ward — Sylvia Anderson
- Aloysius "Nosey" Parker — David Graham
- The Hood — Ray Barrett

### Reparto de voz invitado
- Controlador del Reactor Wade - Ray Barrett
- Controlador del Reactor Collins - David Graham
- General Speyer - Ray Barrett
- Profesor Holden - Peter Dyneley
- Asistente del Controlador del Reactor - Shane Rimmer
- Press Officer - Matt Zimmerman
- Guía de turistas de la Planta - David Graham
- 1.er Reportero - Peter Dyneley
- Reportero #2- Matt Zimmerman
- Jefe de bomberos - Ray Barrett
- Guardia - Ray Barrett

## Equipo principal
Los vehículos y equipos vistos en el episodio son:
- Thunderbird 1
- Thunderbird 2 (llevando la Vaina 4)
- Thunderbird 3
- Thunderbird 4
- Thunderbird 5
- Jeep del desierto
- TX 204

## Errores
- El Poderoso Átomo sólo se programa para fotografiar los perfiles de caras humanas, todavía se ve la toma fotografíca de los paneles de control en la planta sahariana cuando nadie está en el cuarto.
- Una edición del periódico Heraldo de Melbourne se ve fechada el viernes, el 24 de diciembre de 1964. Esta fecha también se ve en los periódicos en Al Borde del Desastre, Los Impostores y El Lamento del Lobo pero no se pensaba que fuera legible a los espectadores de televisión. (Extrañamente, el 24 de diciembre de 1964 realmente era un jueves.)